# Národní garda Ruské federace
Národní garda Ruské federace (rusky Росгвардия – Rosgvardija) jsou vnitřní vojska Ruské federace podřízená přímo ruskému prezidentu. Národní garda není součástí Ozbrojených síl Ruské federace. Vznikla roku 2016 a nahradila dosavadní Vojsko ministerstva vnitra a jednotky OMON a SOBR. Tvoří ji více než 300 000 osob. Mezi její úkoly patří ochrana státních hranic a významných objektů, boj s terorismem a organizovaným zločinem, ochrana života civilistů i rozhánění nepovolených demonstrací. Plní i úkoly dříve vyhrazené pro zásahové jednotky OMON a SOBR.

## Historie
Národní garda vznikla 5. dubna 2016 výnosem prezidenta Vladimíra Putina a následnou ratifikací ve Státní dumě 22. června 2016 a v Radě federace 29. června 2016. Národní garda v sobě integruje řadu složek, včetně speciálních jednotek, námořních sil a obrněných vozidel (BTR-80, BMD-2). Dle Putinových kritiků vytvořil takto rozsáhlou ozbrojenou složku především za účelem svého udržení u moci. I proto do jejího vedení jmenoval svého bývalého bodyguarda Viktora Zolotova.
Během ruské invaze na Ukrajinu v roce 2022 byla část těchto jednotek nasazena na území Ukrajiny, a někteří jejich příslušníci čelí obviněním z válečných zločinů, kterých se tam dopustili.
Po neúspěšné červnové vzpouře byla v listopadu 2023 Národní gardě Ruské federace podřízena bývalá Wagnerova skupina, nově vedená Pavlem Prigožinem, pětadvacetiletým synem původního zakladatele skupiny Jevgenije Prigožina. Bylo jí do budoucna zakázáno verbovat příslušníky z řad osob ve výkonu trestu.

## Úkoly
Mezi hlavní úkoly národní gardy patří ochrana státních hranic a významných objektů, teritoriální obrana, boj s terorismem a organizovaným zločinem, ochrana života civilistů i rozhánění nepovolených demonstrací. Zákon rovněž umožňuje nasazení gardy i mimo území Ruska za účelem „obnovení a udržení míru“.

## Pravomoci
Národní garda má právo užít střelné zbraně bez výstrahy v situaci bezprostředního ohrožení života civilistů (nebo příslušníků gardy). Nemohou však střílet na těhotné ženy, nezletilé nebo při masových shromážděních. V těchto situacích mohou použít výhradně vodní děla a obrněné vozy.

## Galerie

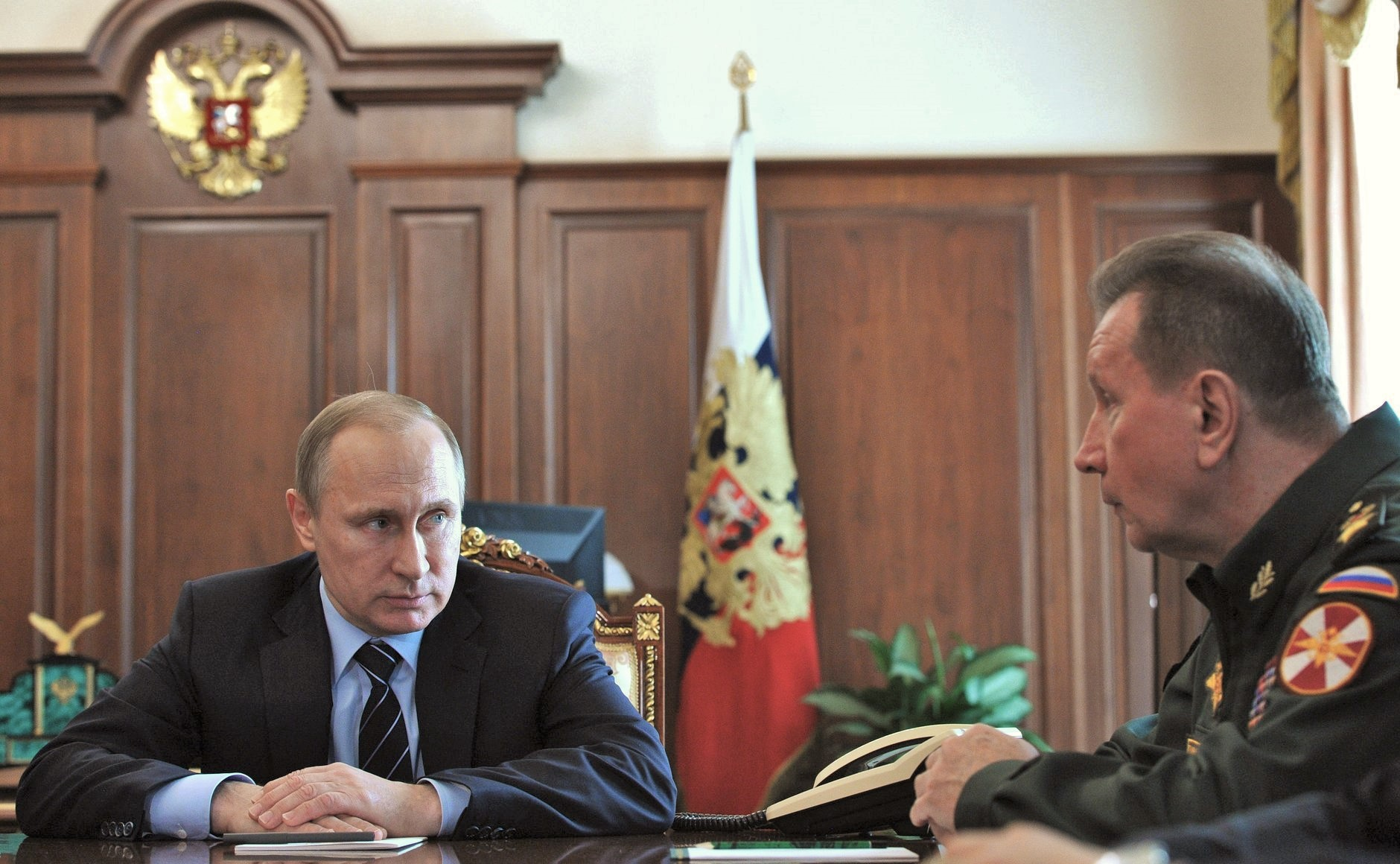
Ruský prezident Vladimir Putin a velitel národní gardy Viktor Zolotov
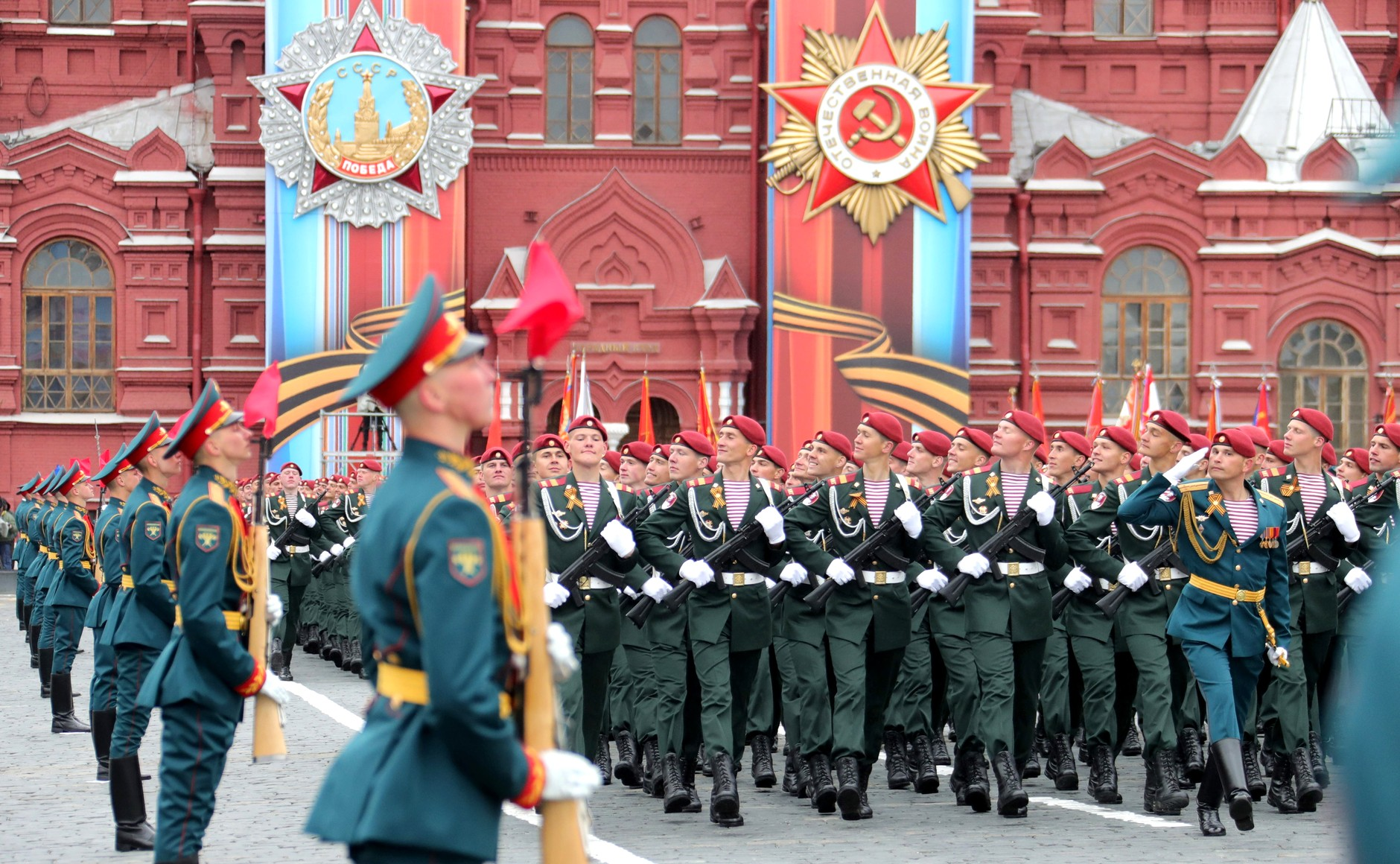
Národní garda na vojenské přehlídce v Moskvě
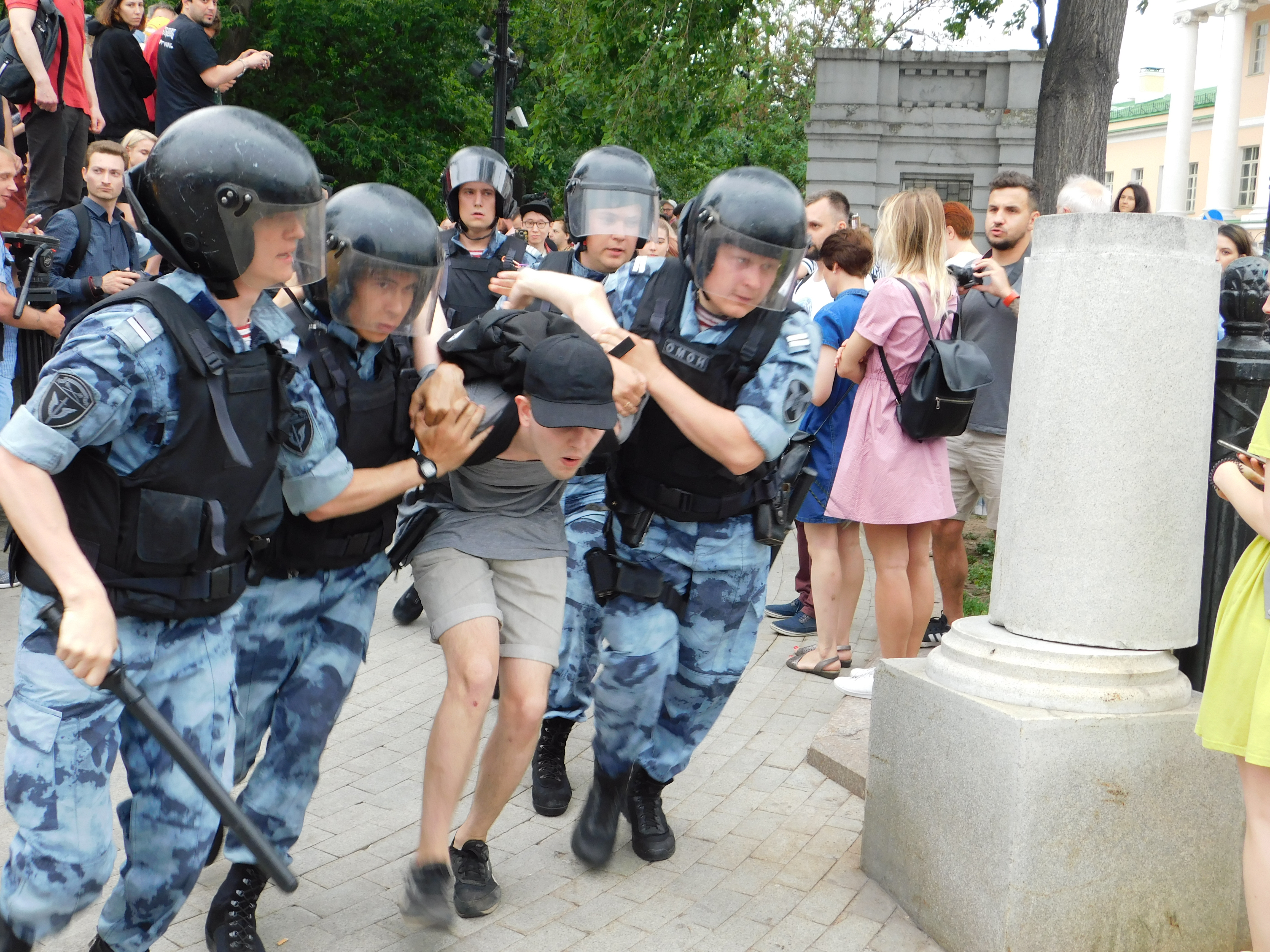
Zatýkání účastníků demonstrace na podporu zatčeného investigativního novináře Ivana Golunova
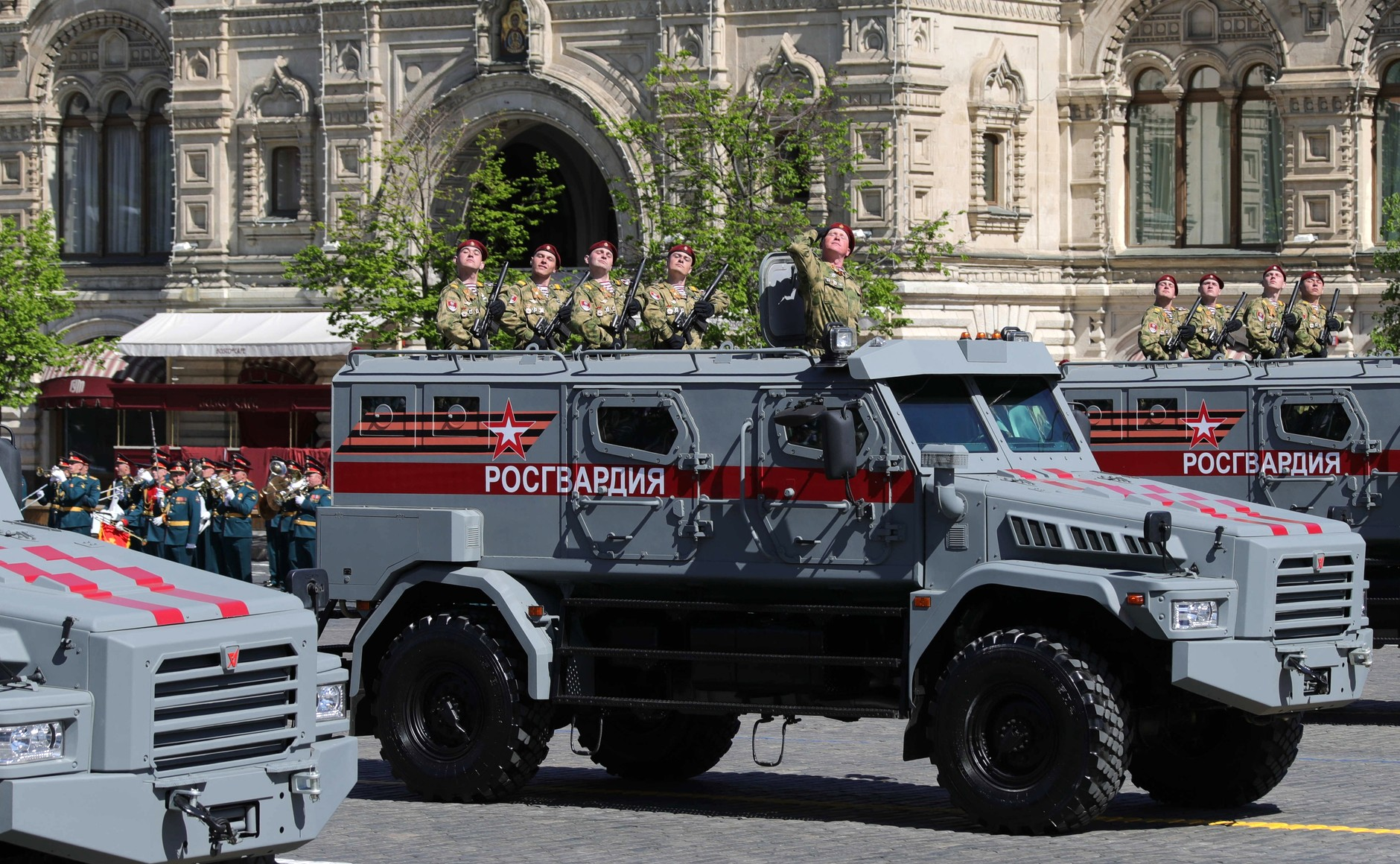
Obrněné vozidlo národní gardy na přehlídce
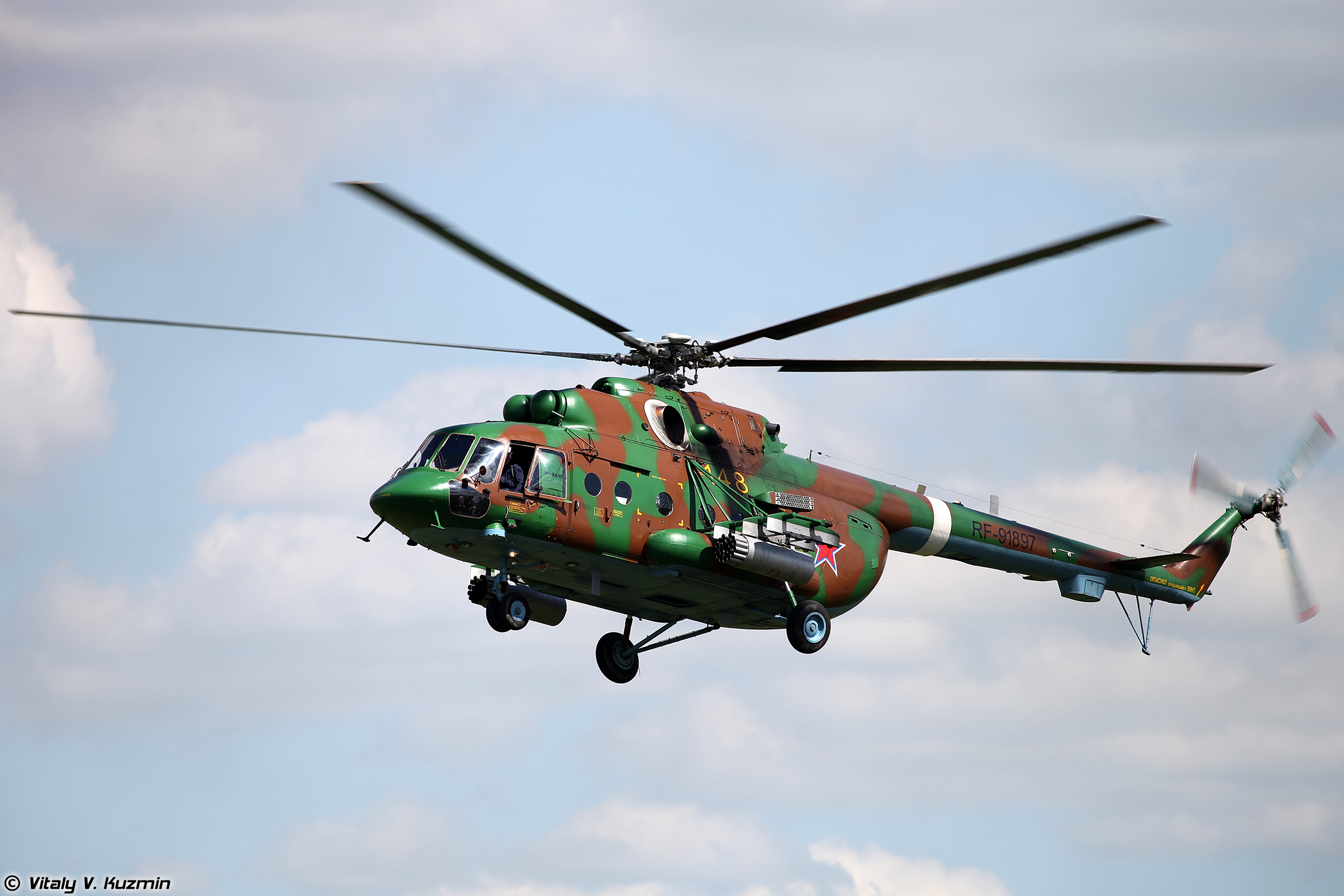
Vrtulník národní gardy Mil Mi-8AMTŠ
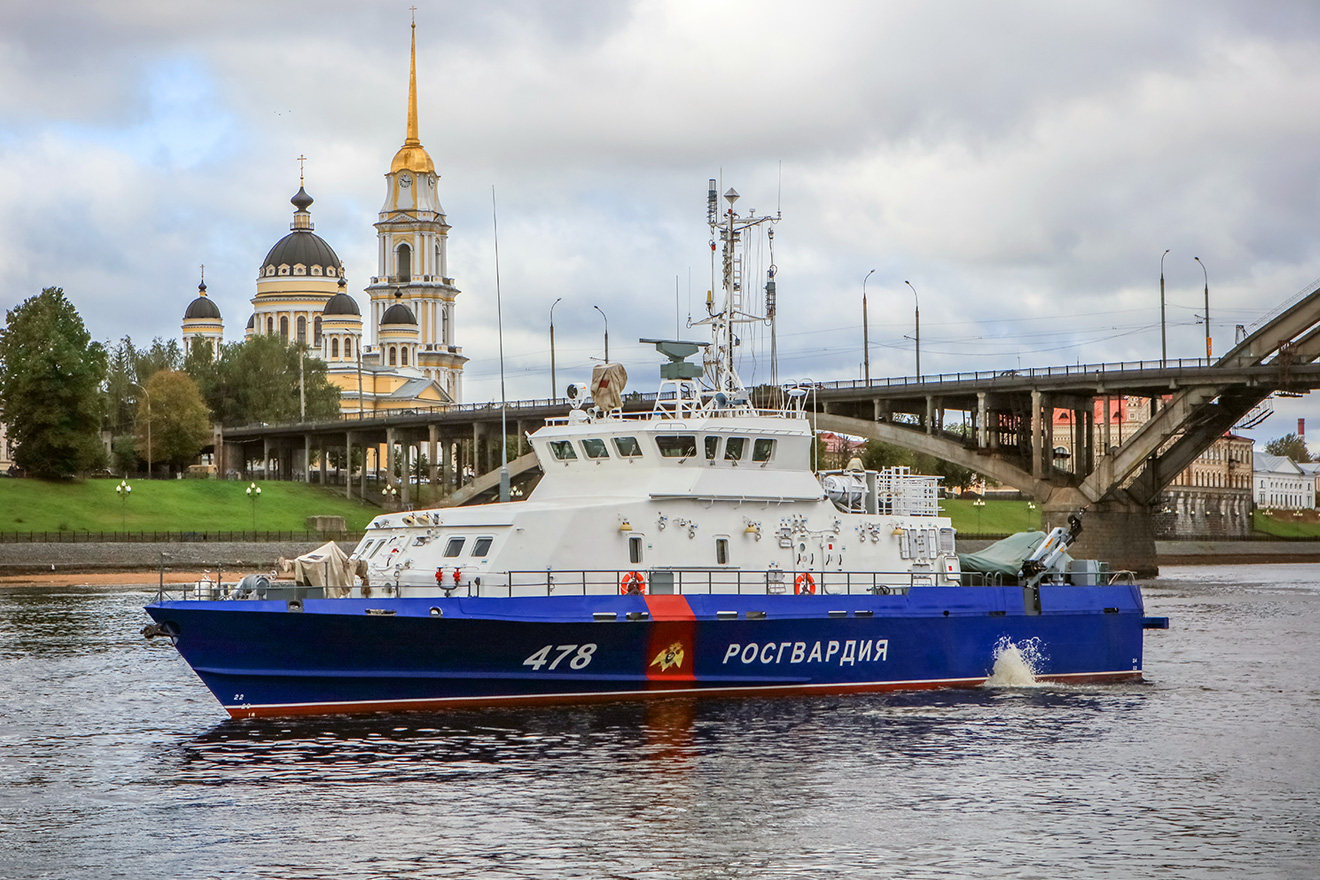
Národní gardou provozovaná hlídková loď projektu 21980
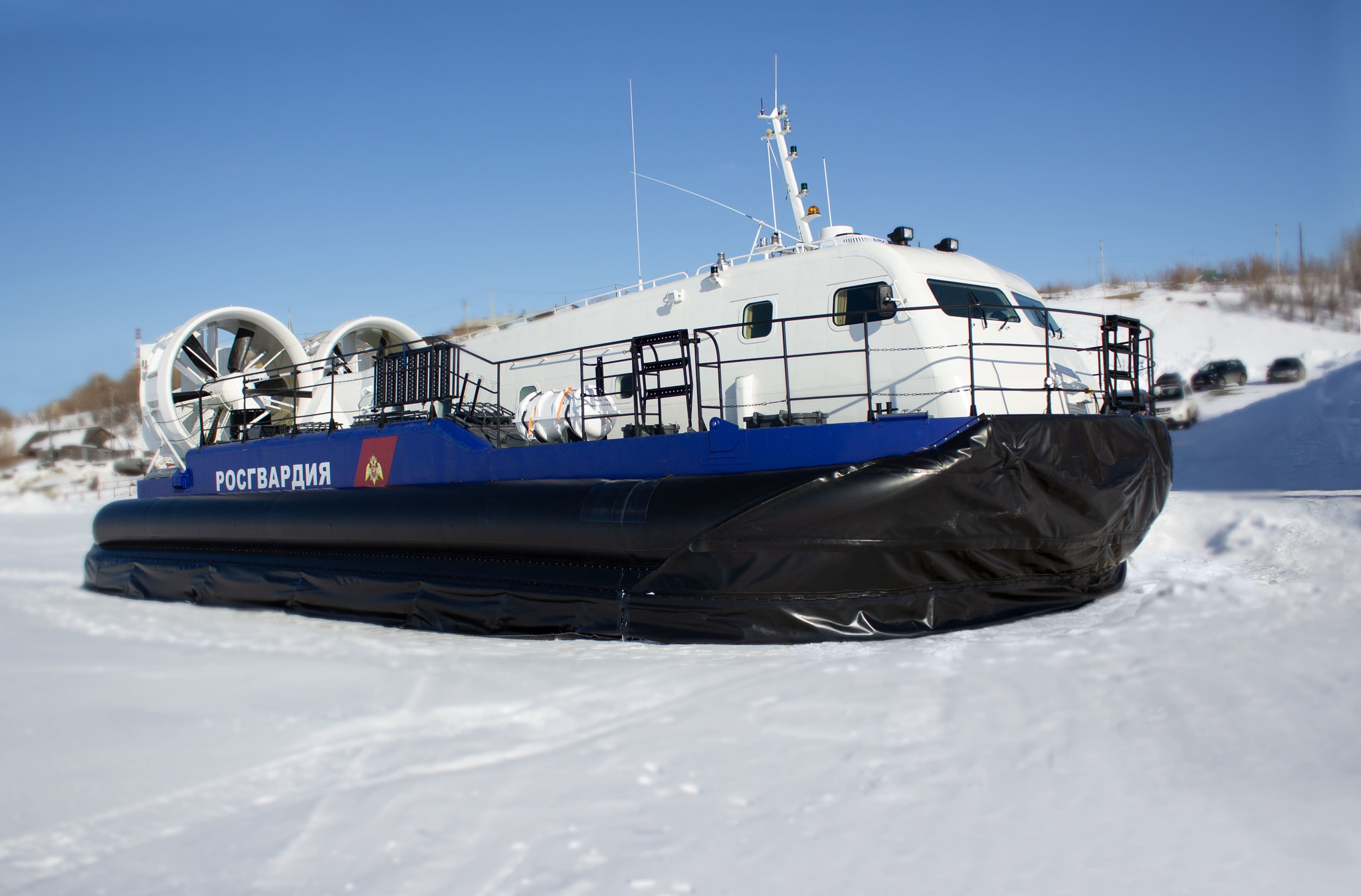
Vznášedlo národní gardy
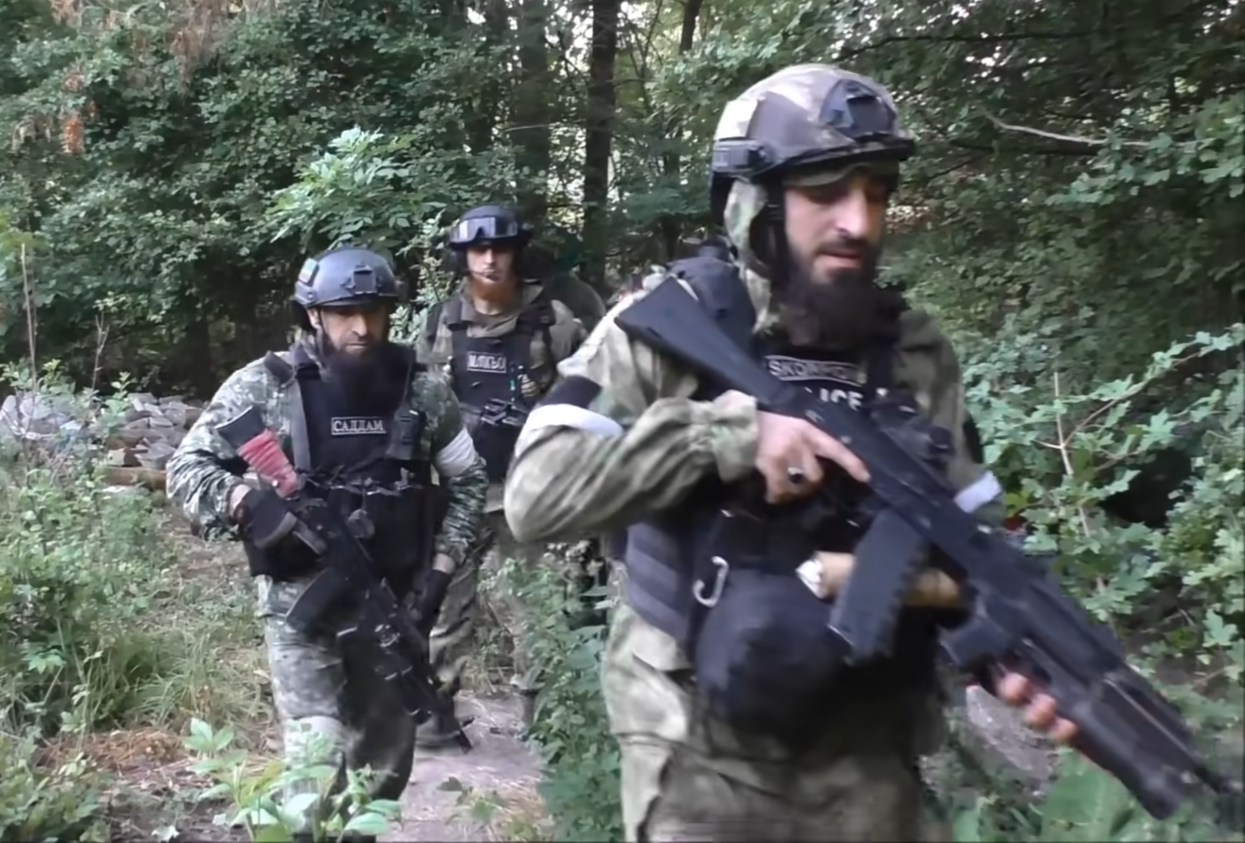
Příslušníci 141. motorizovaného pluku národní gardy (kadyrovci) během východoukrajinské ofenzívy, 2022